# Traci (llengua)
El traci és un idioma extingit al segle vi, parlat a la zona actualment ocupada per Sèrbia i Bulgària. La majoria del que es coneix de la llengua és a partir de les escasses inscripcions que han sobreviscut; per tant, se n'ha pogut conèixer part del lèxic, però hi ha aspectes gramaticals desconeguts. El traci és una llengua descendent del protoindoeuropeu, pertanyent a les llengües paleobalcàniques i com a tal comparteix trets lingüístics amb altres llengües veïnes (pronúncia satem, per exemple).